# كيم سن-وو
كيم سن-وو (هانغل: 김선우) هو لاعب كرة قدم كوري جنوبي في مركز الهجوم، ولد في 17 أكتوبر 1983 في كوريا الجنوبية. لعب مع إنتشون يونايتد وبوهانغ ستيلرز ونادي سونغنام.

## وصلات خارجية
- كيم سن-وو على موقع دوري كوريا الجنوبية (الإنجليزية)
- كيم سن-وو على موقع قاعدة بيانات كرة القدم.إي يو (الإنجليزية)